# Eleazar Ben Yair
Eléazar ben Yaïr, aussi transcrit Eleazar Ben Jaïr (Éléazar fils de Jaïr) (? - avril 74), est un révolutionnaire juif s'opposant à la domination romaine sur la Judée au cours de la Grande révolte juive (66-74). Il devient le chef des Sicaires à partir de l'exécution à Jérusalem de son oncle Menahem en automne 66. Il se replie avec ses Sicaires dans la forteresse de Massada qu'ils contrôleront pendant toute la durée de la révolte. Au printemps 74, la forteresse est assiégée par la Xe légion dirigée par le gouverneur de Judée Flavius Silva. Ils préfèrent se donner la mort par un suicide collectif de tous les insurgés, y compris les femmes et les enfants, plutôt que d'accepter la servitude.

## Éléments biographiques
Eléazar ben Yaïr est un petit-fils de Judas le Galiléen qui selon Flavius Josèphe fonde la Quatrième philosophie, indépendante des trois autres sectes juives qu'il cite: les Pharisiens, les Sadducéens et les Esséniens. Il appartient à ce qui a parfois été appelé « une dynastie » de révoltés opposés aux Hérodiens et aux Romains, à l'instar des Hérodiens ou des Hasmonéens, bien que cela puisse paraître exagéré. Son oncle Menahem joue un rôle décisif avec ses Sicaires lors du déclenchement de la Grande révolte juive. Deux de ses oncles, Simon et Jacob, avaient été crucifiés sur ordre du procurateur de Judée Tiberius Alexander (45 - 48). Son grand-père Judas avait dirigé deux révoltes. La première se déclencha à la mort d'Hérode le Grand (4 av. J.-C.). Il était alors un des trois « messies » qui revendiquaient la succession royale. C'est à l'occasion de sa seconde révolte contre le recensement fiscal de Quirinius, qui marque l'entrée officielle de la Judée dans le système provincial romain que s'est formé le groupe de Judas le Galiléen, appelé « IVe philosophie » par Flavius Josèphe. L'arrière-grand-père d'Eléazar, Ézéchias, était un insurgé galiléen qui allait jusqu'à harceler la ville de Tyr. Il a été tué par Hérode en 47 - 46 avant notre ère, alors que celui-ci n'était encore que stratège de Galilée,

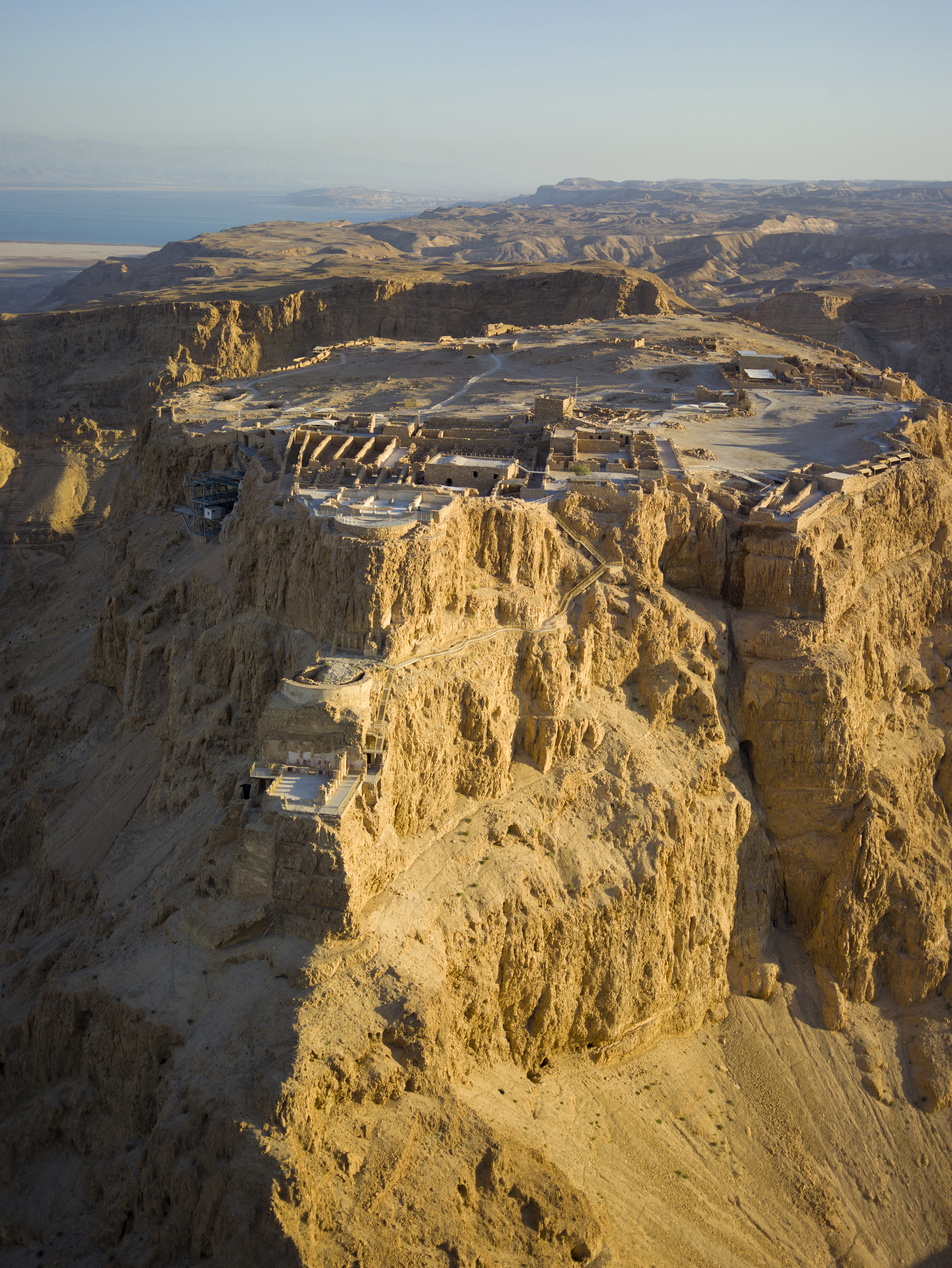
Massada où les Sicaires commandés par Éléazar fils de Jaïr se suicident en 73-74 pour échapper à la servitude.

Après l'exécution de son oncle Menahem à l'automne 66, Éléazar lui succède à la tête des Sicaires. Il a donc probablement participé aux actions que ceux-ci viennent de mener au cours de l'année. Au printemps 66, les Sicaires se sont emparés de la forteresse de Massada, exterminant la garnison romaine qui l'occupait et donnant le signal du déclenchement de la révolte. Menahem vient alors renforcer les insurgés de Jérusalem avec un groupe de Sicaires, dont Eléazar fait partie (Guerre des Juifs, II, § 448). Ils contribuent à prendre le Palais d'Hérode. Alliés à Eleazar ben Hanania, commandant du Temple, un des chefs zélotes et fils de l'ancien grand-prêtre Ananias ben Nébédaios (Ananias de Zébédée), ils obtiennent la reddition de la garnison romaine assiégée dans la forteresse Antonia. Les troupes romaines sont désarmées et autorisées à se replier vers le nord. Elles seront toutefois massacrées au cours de leur retraite. Menahem prend pendant une brève période la direction de tous les insurgés. Cela permet à ses partisans, aidés par certains Zélotes d'éliminer beaucoup de modérés, partisans d'un compromis avec les Romains. Il fait ainsi tuer plusieurs personnalités de Jérusalem dont l'ancien grand-prêtre Ananias  (août 66), père de son allié (Guerre des Juifs, II, § 441).
Mais très vite, Eleazar ben Hanania fomente une conspiration pour se débarrasser de son ennemi et rival. Ses anciens alliés du parti zélote le soupçonnent « d'avoir des prétentions à la royauté d'un type plus ou moins messianique » et veulent aussi probablement venger la mort du père et de l'oncle de leur chef. Ils attaquent par surprise Menahem et ses partisans alors que celui-ci se rend en grande pompe au Temple, « paré comme un roi » selon l'expression de Flavius Josèphe. Il est exécuté ou lynché. Cet assassinat provoque l'émiettement de la révolte en plusieurs bandes rivales, ouvrant ainsi une guerre civile sans pitié entre les différentes sectes juives. Accompagné d'un petit nombre de sicaires, Eléazar « parvient à se faufiler » jusqu'à la forteresse de Massada dans laquelle ils se réfugient (Guerre des Juifs, II, § 448). Eleazar Ben Yair (Éléazar fils de Jaïr) devient alors le chef des Sicaires.
À partir de ce moment, le groupe semble moins offensif durant le reste de la révolte. Il donne toutefois refuge à Simon Bargiora et aide son groupe. La forteresse de Massada semble être une des dernières poches de résistance des révoltés. En 73 ou 74, le gouverneur de Judée Flavius Silva est chargé de reprendre Massada, dernier bastion tenu depuis le début de la guerre. Avec la Xe légion, il mène un siège et construit une rampe impressionnante permettant d'accéder à la forteresse. Les défenseurs, toujours dirigés par Éléazar préfèrent se donner la mort par un suicide collectif plutôt que d'accepter la servitude. Selon Flavius Josèphe, peu avant la prise de la forteresse par les Romains, Éléazar tint un discours dans lequel il appelait au suicide. Quand les Romains atteignirent le plateau, ils trouvèrent alors les cadavres de tous les assiégés, y compris les femmes et les enfants. Selon Simon Claude Mimouni, cet épisode très célèbre en raison de ses aspects dramatiques et symboliques, « n'a pourtant guère eu d'importance militaire si ce n'est qu'il a obligé Rome à immobiliser d'importantes forces en Judée jusqu'en avril 74 et non en avril 73 comme on l'a longtemps pensé,. »

## Arbre généalogique
|                                                      |                                                      |                                                      |                                                      |                                                      |                                                      |  |  |                                                      |                                                      |                                                      |                                                      | Ézéchias tué par Hérode (stratège de Galilée) en 47 - 46 avant notre ère |                                                      |  |  |                                                      |                                                      |                                                      |                                                      |                                                      |                                                      |  |  |                                               |                |                |                |                |                |  |  |  |  |  |  |  |  |  |  |  |  |  |  |  |  |  |  |  |  |
|                                                      |                                                      |                                                      |                                                      |                                                      |                                                      |  |  |                                                      |                                                      |                                                      |                                                      |                                                                          |                                                      |  |  |                                                      |                                                      |                                                      |                                                      |                                                      |                                                      |  |  |                                               |                |                |                |                |                |  |  |  |  |  |  |  |  |  |  |  |  |  |  |  |  |  |  |  |  |
|                                                      |                                                      |                                                      |                                                      |                                                      |                                                      |  |  |                                                      |                                                      |                                                      |                                                      | Judas le Galiléen tué après 6                                            |                                                      |  |  |                                                      |                                                      |                                                      |                                                      |                                                      |                                                      |  |  |                                               |                |                |                |                |                |  |  |  |  |  |  |  |  |  |  |  |  |  |  |  |  |  |  |  |  |
|                                                      |                                                      |                                                      |                                                      |                                                      |                                                      |  |  |                                                      |                                                      |                                                      |                                                      |                                                                          |                                                      |  |  |                                                      |                                                      |                                                      |                                                      |                                                      |                                                      |  |  |                                               |                |                |                |                |                |  |  |  |  |  |  |  |  |  |  |  |  |  |  |  |  |  |  |  |  |
|                                                      |                                                      |                                                      |                                                      |                                                      |                                                      |  |  |                                                      |                                                      |                                                      |                                                      |                                                                          |                                                      |  |  |                                                      |                                                      |                                                      |                                                      |                                                      |                                                      |  |  |                                               |                |                |                |                |                |  |  |  |  |  |  |  |  |  |  |  |  |  |  |  |  |  |  |  |  |
| Simon crucifié par Tiberius Alexander entre 45 et 48 | Simon crucifié par Tiberius Alexander entre 45 et 48 | Simon crucifié par Tiberius Alexander entre 45 et 48 | Simon crucifié par Tiberius Alexander entre 45 et 48 | Simon crucifié par Tiberius Alexander entre 45 et 48 | Simon crucifié par Tiberius Alexander entre 45 et 48 |  |  | Jacob crucifié par Tiberius Alexander entre 45 et 48 | Jacob crucifié par Tiberius Alexander entre 45 et 48 | Jacob crucifié par Tiberius Alexander entre 45 et 48 | Jacob crucifié par Tiberius Alexander entre 45 et 48 | Jacob crucifié par Tiberius Alexander entre 45 et 48                     | Jacob crucifié par Tiberius Alexander entre 45 et 48 |  |  | Menahem chef du début de la Grande Révolte tué en 66 | Menahem chef du début de la Grande Révolte tué en 66 | Menahem chef du début de la Grande Révolte tué en 66 | Menahem chef du début de la Grande Révolte tué en 66 | Menahem chef du début de la Grande Révolte tué en 66 | Menahem chef du début de la Grande Révolte tué en 66 |  |  | Jaïr (ou Yaïr)                                | Jaïr (ou Yaïr) | Jaïr (ou Yaïr) | Jaïr (ou Yaïr) | Jaïr (ou Yaïr) | Jaïr (ou Yaïr) |  |  |  |  |  |  |  |  |  |  |  |  |  |  |  |  |  |  |  |  |
| Simon crucifié par Tiberius Alexander entre 45 et 48 | Simon crucifié par Tiberius Alexander entre 45 et 48 | Simon crucifié par Tiberius Alexander entre 45 et 48 | Simon crucifié par Tiberius Alexander entre 45 et 48 | Simon crucifié par Tiberius Alexander entre 45 et 48 | Simon crucifié par Tiberius Alexander entre 45 et 48 |  |  | Jacob crucifié par Tiberius Alexander entre 45 et 48 | Jacob crucifié par Tiberius Alexander entre 45 et 48 | Jacob crucifié par Tiberius Alexander entre 45 et 48 | Jacob crucifié par Tiberius Alexander entre 45 et 48 | Jacob crucifié par Tiberius Alexander entre 45 et 48                     | Jacob crucifié par Tiberius Alexander entre 45 et 48 |  |  | Menahem chef du début de la Grande Révolte tué en 66 | Menahem chef du début de la Grande Révolte tué en 66 | Menahem chef du début de la Grande Révolte tué en 66 | Menahem chef du début de la Grande Révolte tué en 66 | Menahem chef du début de la Grande Révolte tué en 66 | Menahem chef du début de la Grande Révolte tué en 66 |  |  | Jaïr (ou Yaïr)                                | Jaïr (ou Yaïr) | Jaïr (ou Yaïr) | Jaïr (ou Yaïr) | Jaïr (ou Yaïr) | Jaïr (ou Yaïr) |  |  |  |  |  |  |  |  |  |  |  |  |  |  |  |  |  |  |  |  |
|                                                      |                                                      |                                                      |                                                      |                                                      |                                                      |  |  |                                                      |                                                      |                                                      |                                                      |                                                                          |                                                      |  |  |                                                      |                                                      |                                                      |                                                      |                                                      |                                                      |  |  | Éléazar ben Jaïr Suicide à Massada (avril 74) |                |                |                |                |                |  |  |  |  |  |  |  |  |  |  |  |  |  |  |  |  |  |  |  |  |

- Certains critiques estiment que Menahem n'est pas le fils de Judas mais de Yaïr/Jaïre, ce qui n'est pas représenté ici.
- Cet arbre est tiré du livre Le Judaïsme ancien du VIe siècle avant notre ère au IIIe siècle de notre ère, de Simon Claude Mimouni[1].

## Télévision
Eleazar Ben Yair est interprété par Peter Strauss en 1981 dans la mini-série Masada.